# Bobai
Der Kreis Bobai (chinesisch 博白县, Pinyin Bóbái Xiàn; Zhuang Bozbwz Yen) ist ein Kreis der bezirksfreien Stadt Yulin im Südosten des Autonomen Gebiets Guangxi der Zhuang in der Volksrepublik China. Er hat eine Fläche von 3.830 km² und zählt 1.420.400 Einwohner (Stand: Ende 2018). Sein Hauptort ist die Großgemeinde Bobai (博白镇).

## Persönlichkeiten
- Han Ling (* 1985), Sprinterin